# Cremastosperma magdalenae
Cremastosperma magdalenae är en kirimojaväxtart som beskrevs av Pirie. Cremastosperma magdalenae ingår i släktet Cremastosperma, och familjen kirimojaväxter. Inga underarter finns listade i Catalogue of Life.